# Olympische Sommerspiele 1936/Leichtathletik – 3000 m Hindernis (Männer)

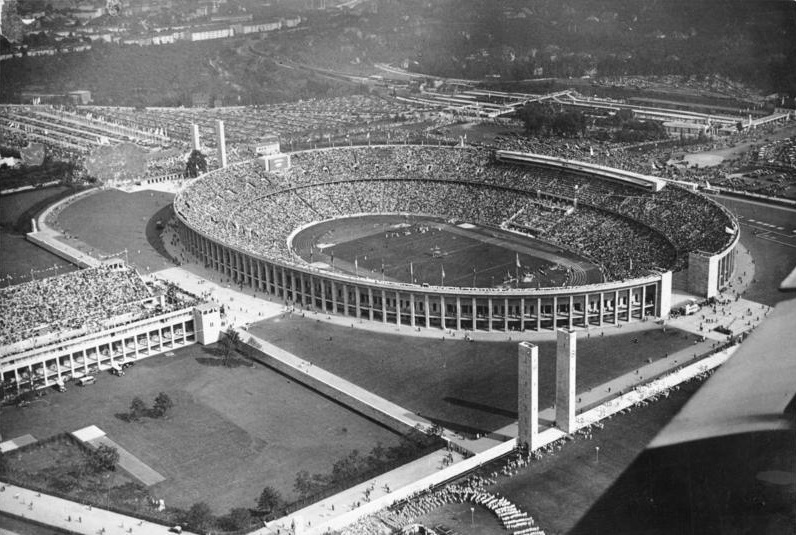
Das Olympiastadion in Berlin

Der 3000-Meter-Hindernislauf der Männer bei den Olympischen Spielen 1936 in Berlin wurde am 3. und 8. August 1936 im Olympiastadion Berlin ausgetragen. 28 Athleten nahmen teil.
Olympiasieger wurde der Finne Volmari Iso-Hollo mit neuer Weltbestzeit und neuem olympischen Rekord vor seinem Landsmann Kalle Tuominen. Bronze gewann der Deutsche Alfred Dompert.

## Rekorde / Bestleistungen
Weltrekorde wurden auf dieser Strecke damals nicht geführt, da es noch keine standardisierten Regeln für die Aufstellung der Hindernisse gab.

### Bestehende Rekorde / Bestleistungen
| Weltbestleistung   | 9:05,2 min | Harold Manning ( USA)         | New York, USA               | 12. Juli 1936  |
| Olympischer Rekord | 9:14,6 min | Volmari Iso-Hollo ( Finnland) | Vorlauf OS Los Angeles, USA | 1. August 1932 |

### Rekord- / Bestleistungsverbesserung
Der finnische Olympiasieger Volmari Iso-Hollo verbesserte seinen eigenen olympischen Rekord im Finale am 8. August um 10,8 Sekunden auf 9:03,8 min. Damit steigerte er gleichzeitig die bestehende Weltbestleistung um 1,4 Sekunden.

## Durchführung des Wettbewerbs
Die Läufer traten am 3. August zu drei Vorläufen an. Die jeweils vier besten Athleten – hellblau unterlegt – qualifizierten sich für das Finale am 8. August.

## Vorläufe
3. August 1936, 18:00 Uhr

Wetterbedingungen: Nieselregen, 16 °C, Windgeschwindigkeit bei 2,4 m/s.
Es sind nicht alle Zeiten überliefert.

### Vorlauf 1

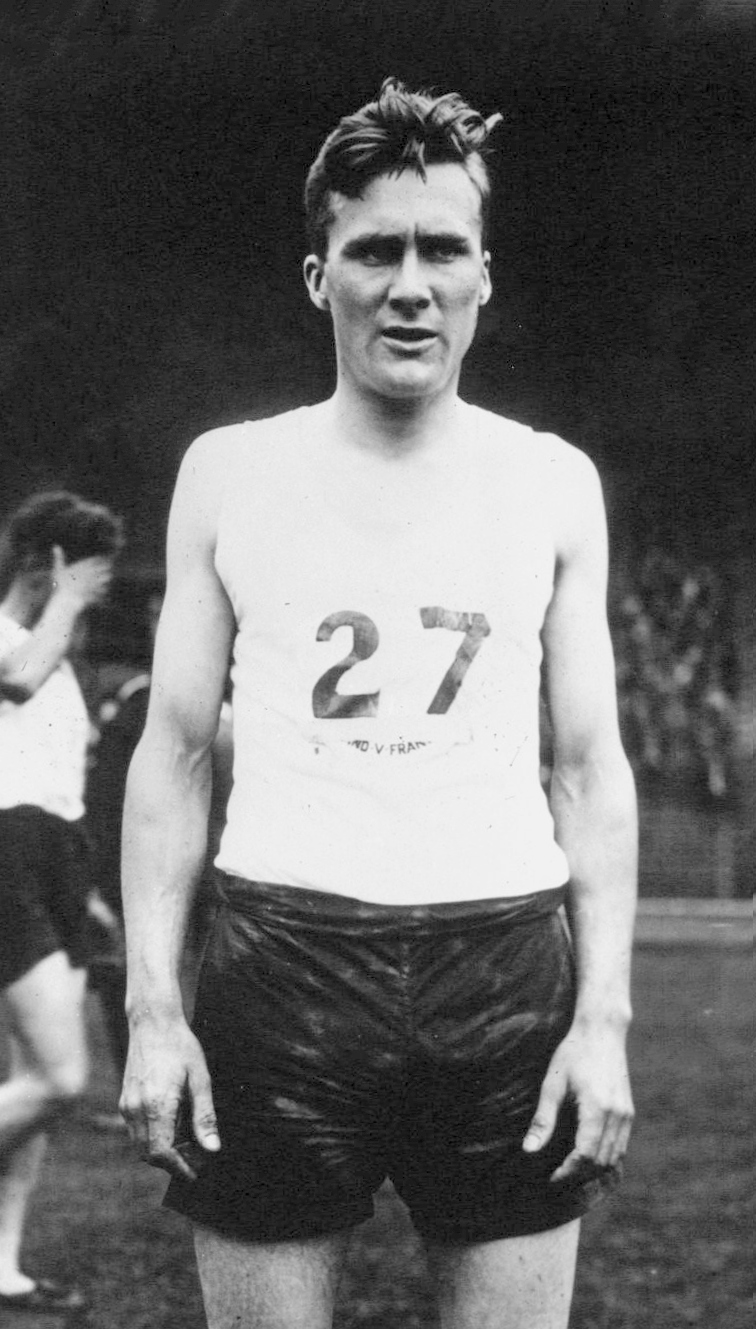
Tom Evenson – 1932 Olympiazweiter – schied als Fünfter des ersten Vorlaufs aus

| Platz | Name              | Nation             | Zeit       | Anmerkung |
| ----- | ----------------- | ------------------ | ---------- | --------- |
| 1     | Alfred Dompert    | Deutsches Reich    | 9:27,2 min |           |
| 2     | Martti Matilainen | Finnland           | 9:28,4 min |           |
| 3     | Voldemārs Vītols  | Lettland           | 9:28,8 min |           |
| 4     | Glen Dawson       | USA                | 9:29,2 min |           |
| 5     | Tom Evenson       | Großbritannien     | 9:41,2 min |           |
| 6     | Harry Ekman       | Schweden           | 9:43,2 min |           |
| 7     | Bedřich Hošek     | Tschechoslowakei   | k. A.      |           |
| 8     | Giuseppe Lippi    | Königreich Italien | k. A.      |           |
| 9     | Roger Cuzol       | Frankreich         | k. A.      |           |

### Vorlauf 2
| Platz | Name              | Nation           | Zeit        | Anmerkung |
| ----- | ----------------- | ---------------- | ----------- | --------- |
| 1     | Volmari Iso-Hollo | Finnland         | 9:34,0 min  |           |
| 2     | Harold Manning    | USA              | 9:34,8 min  |           |
| 3     | Wilhelm Heyn      | Deutsches Reich  | 9:41,2 min  |           |
| 4     | Harry Holmqvist   | Schweden         | 9:44,4 min  |           |
| 5     | Jenő Szilágyi     | Ungarn           | 9:53,4 min  |           |
| 6     | Oscar Van Rumst   | Belgien          | 10:05,0 min |           |
| 7     | René Desroches    | Frankreich       | k. A.       |           |
| 8     | Václav Hošek      | Tschechoslowakei | k. A.       |           |
| 9     | Tetsuo Imai       | Japan            | k. A.       |           |

### Vorlauf 3
| Platz | Name              | Nation             | Zeit        | Anmerkung |
| ----- | ----------------- | ------------------ | ----------- | --------- |
| 1     | Kalle Tuominen    | Finnland           | 9:40,4 min  |           |
| 2     | Joe McCluskey     | USA                | 9:45,2 min  |           |
| 3     | Roger Rérolle     | Frankreich         | 9:50,6 min  |           |
| 4     | Lars Larsson      | Schweden           | 9:52,4 min  |           |
| 5     | James Ginty       | Großbritannien     | 9:56,6 min  |           |
| 6     | Hideo Tanaka      | Japan              | 10:00,4 min |           |
| 7     | Bruno Betti       | Königreich Italien | k. A.       |           |
| 8     | Josef Hušek       | Tschechoslowakei   | k. A.       |           |
| 9     | Ladislaus Simacek | Österreich         | k. A.       |           |
| DNF   | Hans Raff         | Deutsches Reich    |             |           |

## Finale
8. August 1936, 16:00 Uhr

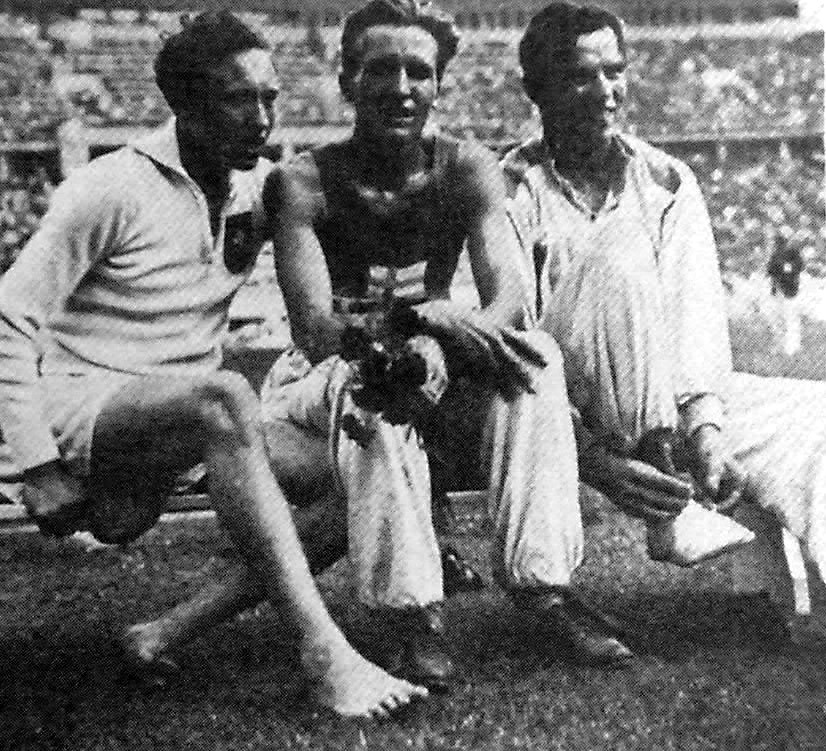
Die Medaillengewinner (v. l. n. r.): Alfred Dompert,
Volmari Iso-Hollo, Kalle Tuominen

Wetterbedingungen: bedeckt, ca. 19 °C, Windgeschwindigkeit von 1,5 m/s.
| Platz | Name              | Nation          | Zeit       | Anmerkung |
| ----- | ----------------- | --------------- | ---------- | --------- |
| 1     | Volmari Iso-Hollo | Finnland        | 9:03,8 min | WBL / OR  |
| 2     | Kalle Tuominen    | Finnland        | 9:06,8 min |           |
| 3     | Alfred Dompert    | Deutsches Reich | 9:07,2 min |           |
| 4     | Martti Matilainen | Finnland        | 9:09,0 min |           |
| 5     | Harold Manning    | USA             | 9:11,2 min |           |
| 6     | Lars Larsson      | Schweden        | 9:16,6 min |           |
| 7     | Voldemārs Vītols  | Lettland        | 9:18,8 min |           |
| 8     | Glen Dawson       | USA             | 9:21,1 min |           |
| 9     | Wilhelm Heyn      | Deutsches Reich | 9:26,4 min |           |
| 10    | Joe McCluskey     | USA             | 9:29,4 min |           |
| 11    | Roger Rérolle     | Frankreich      | 9:40,8 min |           |
| DNF   | Harry Holmqvist   | Schweden        |            |           |

Die eindeutige Favoritenrolle hatten die drei finnischen Läufer, allen voran der Olympiasieger von 1932, Volmari Iso-Hollo. Der deutsche Teilnehmer Alfred Dompert war eigentlich nur eine Verlegenheitsmeldung des Deutschen Leichtathletik-Verbands, Dompert hatte über 1500 Meter die Olympianorm verfehlt und an den Deutschen Meisterschaften über 3000 Meter Hindernis gar nicht teilgenommen.
Im Finale schlug Iso-Hollo von Beginn an ein hohes Tempo an, es folgten zunächst nur der Inhaber der inoffiziellen Weltbestzeit, Harold Manning (USA), der Finne Martti Matilainen und völlig überraschend Alfred Dompert. Dann arbeitete sich auch der dritte Finne Kalle Tuominen an die Spitzengruppe heran, die bis zwei Runden vor Schluss so zusammenblieb. An dieser Stelle forcierte Iso-Hollo enorm und setzte sich von allen anderen ab. Manning fiel deutlich zurück. Tuominen lag an zweiter Stelle, dicht dahinter folgten Dompert und Matilainen, der dann jedoch auch abreißen lassen musste. In dieser Reihenfolge kamen die Läufer ins Ziel, Gold also für Iso-Hollo mit neuem olympischen Rekord, Silber für Tuominen und eine völlig unerwartete Bronzemedaille für Dompert.
Volmari Iso-Hollo gewann im fünften olympischen Finale die vierte Goldmedaille für Finnland. Finnische Läufer errangen bis dahin acht von 15 vergebenen olympischen Medaillen.

Volmari Iso-Hollo war der erste Goldmedaillengewinner in dieser Disziplin, der seinen Olympiasieg wiederholen konnte.

Alfred Dompert gewann die erste deutsche Medaille über 3000 Meter Hindernis.

Alle Läufer bis einschließlich Rang fünf blieben unter dem bis dahin gültigen Olympiarekord.

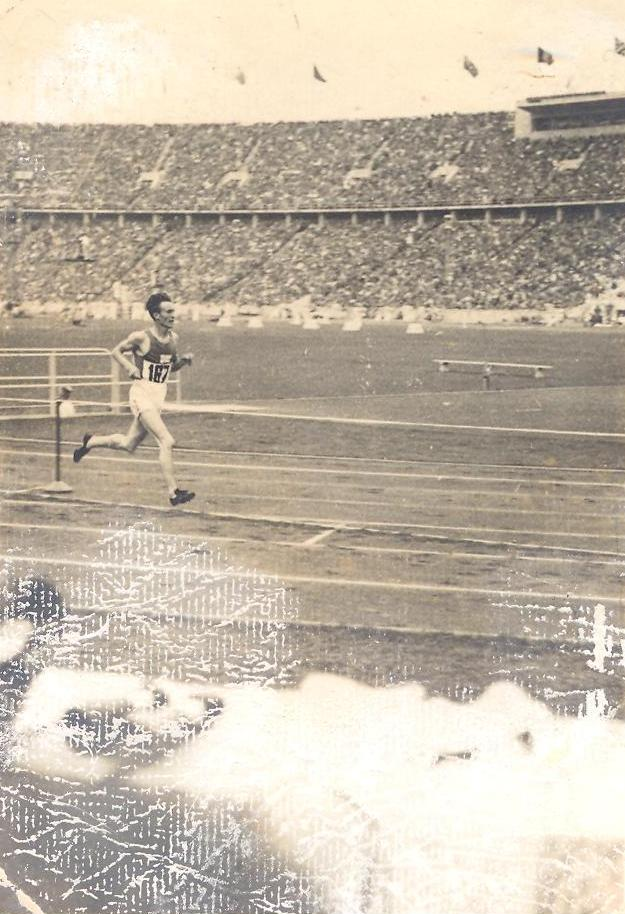
Olympiasieger Volmari Iso-Hollo gewann diesen Titel zum zweiten Mal in Folge
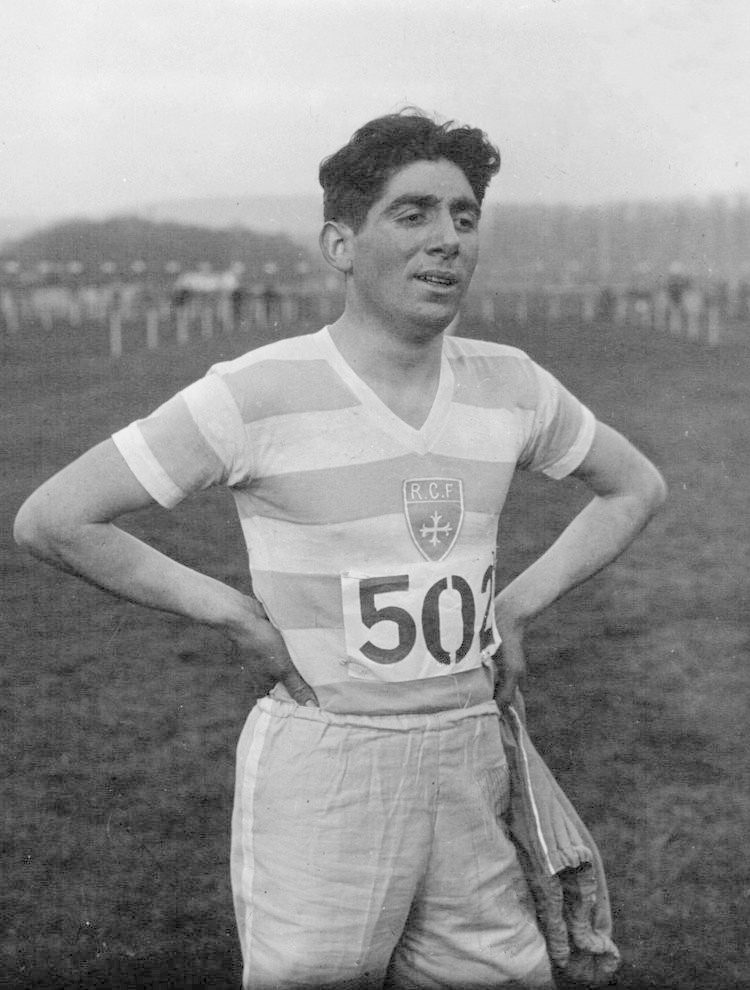
Der elftplatzierte Roger Rérolle

## Video
- Berlin 1936 - Olympics - Olympia - Stadium - Athletics compilation1 - Leichtathletik1, Bereich 2:39 min bis 3:57 min, youtube.com, abgerufen am 14. Juli 2021